# دقيقة دافئة حمامية أحادية الخلية
دقيقة دافئة حمامية أحادية الخلية (الاسم العلمي: Tepidimonas thermarum) هي نوع من البكتيريا، سلبية الغرام، تتبع جنس الدقائق دافئة أحادية الخلية.